# Giuseppe Giovanni Battista Guarneri
Giuseppe Giovanni Battista Guarneri (22 november 1666 - 1739 of 1740) was een Italiaanse vioolbouwer die leefde in Cremona. 
Hij is een telg uit de beroemde vioolbouwersfamilie Guarneri. 
Hij was de zoon van Andrea Guarneri. Zijn bijnaam was derhalve filius Andreae, zoon van Andrea, en hij werkte mee in de werkplaats en handel van zijn vader in Cremona. Hij erfde de werkplaats in 1698. 
Hij wordt gerekend tot de grote vioolbouwers, hoewel hij gedurende zijn hele carrière worstelde in de competitie met Stradivarius. Vanaf circa 1715 werd hij door zijn zonen geholpen, en waarschijnlijk ook door Carlo Bergonzi. 